# Тьєрсерон

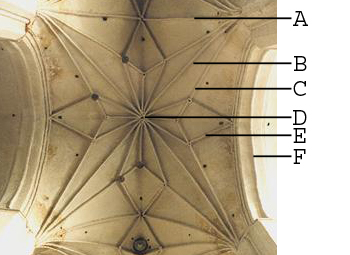
Нервюри склепіння Торуньського собору: A — гуртове ребро, B — хрестове ребро, C — тьєрсерон, D — замковий камінь, E — лієрна, F — арка

Тьєрсеро́н (з фр. tierceron, від tierce — «одна третя, третина») — додаткова нервюра зірчастого або хрестового склепіння, яка з'єднує підпору з серединою лієрни. Крім того, існує:
- неповний тьєрсерон — нервюра, що з'єднує підпору з контрлієрною.